# Wybory gubernatorskie w Stanach Zjednoczonych w 2018 roku
Wybory gubernatorskie w Stanach Zjednoczonych w 2018 roku – wybory, które odbyły się 6 listopada 2018 w 36 różnych stanach i 13 listopada 2018 w Marianach Północnych, w wyniku których wyłoniono gubernatorów i zastępców gubernatorów poszczególnych stanów. Tego dnia odbyły się także wybory burmistrza Waszyngtonu. Wybrano 20 gubernatorów z Partii Demokratycznej i 16 z Partii Republikańskiej.

## Wyniki ogólnokrajowe
| Partia                          | Wynik            | Wynik | Wynik               |
| Partia                          | Głosy powszechne | %     | Zwycięzcy kandydaci |
| ------------------------------- | ---------------- | ----- | ------------------- |
| Partia Demokratyczna            | 46 298 981       | 50,37 | 20                  |
| Partia Republikańska            | 43 476 882       | 47,30 | 16                  |
| Partia Libertariańska           | 877 772          | 0,96  | 0                   |
| Niezrzeszeni kandydaci          | 299 520          | 0,33  | 0                   |
| Partia Zielonych                | 296 429          | 0,32  | 0                   |
| Partia Konstytucyjna            | 62 902           | 0,07  | 0                   |
| Partia Reform                   | 47 140           | 0,05  | 0                   |
| Dopisani kandydaci              | 43 057           | 0,05  | 0                   |
| Amerykańska Partia Niezależnych | 10 076           | 0,01  | 0                   |
| Liberty Union Party             | 1 839            | 0,00  | 0                   |
| Partie regionalne               | 19 075           | 0,54  | 0                   |
| Razem                           | 1 719 589        | 100   | 36                  |

## Alabama
W Alabamie oddawano osobne głosy na gubernatora i na zastępcę gubernatora. Tego samego dnia odbyły się wybory stanowego prokuratora generalnego.

### Wybory gubernatorskie
Urzędująca gubernator Alabamy, Kay Ivey z Partii Republikańskiej, ubiegała się o reelekcję. Urząd pełniła od 10 kwietnia 2017, kiedy dotychczasowy gubernator Robert Bentley z Partii Republikańskiej zrezygnował ze stanowiska po przyznaniu się do złamania prawa dotyczącego finansowania kampanii. Jako warunek ułaskawienia, przyjął dożywotni zakaz ubiegania się o urząd publiczny. Kandydatem Partii Demokratycznej był Walt Maddox, burmistrz Tuscaloosy od 2005.
| Kandydat              | Partia               | Wynik            | Wynik |
| Kandydat              | Partia               | Głosy powszechne | %     |
| --------------------- | -------------------- | ---------------- | ----- |
| Kay Ivey (urzędująca) | Partia Republikańska | 1 022 457        | 59,46 |
| Walt Maddox           | Partia Demokratyczna | 694 495          | 40,39 |
| Dopisani kandydaci    | nie dotyczy          | 2 637            | 0,15  |
| Razem                 | Razem                | 1 719 589        | 100   |

### Wybory zastępcy gubernatora
Alabama nie miała zastępcy gubernatora od 10 kwietnia 2017, kiedy pełniąca ten urząd Kay Ivey zastąpiła gubernatora, który złożył rezygnację. O ten urząd zastępcy ubiegali się członek Izby Reprezentantów Alabamy Will Ainsworth z Partii Republikańskiej i pastor Will Boyd z Partii Demokratycznej
| Kandydat           | Partia               | Wynik            | Wynik |
| Kandydat           | Partia               | Głosy powszechne | %     |
| ------------------ | -------------------- | ---------------- | ----- |
| Will Ainsworth     | Partia Republikańska | 1 044 941        | 61,25 |
| Will Boyd          | Partia Demokratyczna | 660 013          | 38,69 |
| Dopisani kandydaci | nie dotyczy          | 1 023            | 0,06  |
| Razem              | Razem                | 1 705 977        | 100   |

## Alaska
W Alasce każdemu kandydatowi na gubernatora był przypisany jeden kandydat na zastępcę gubernatora.

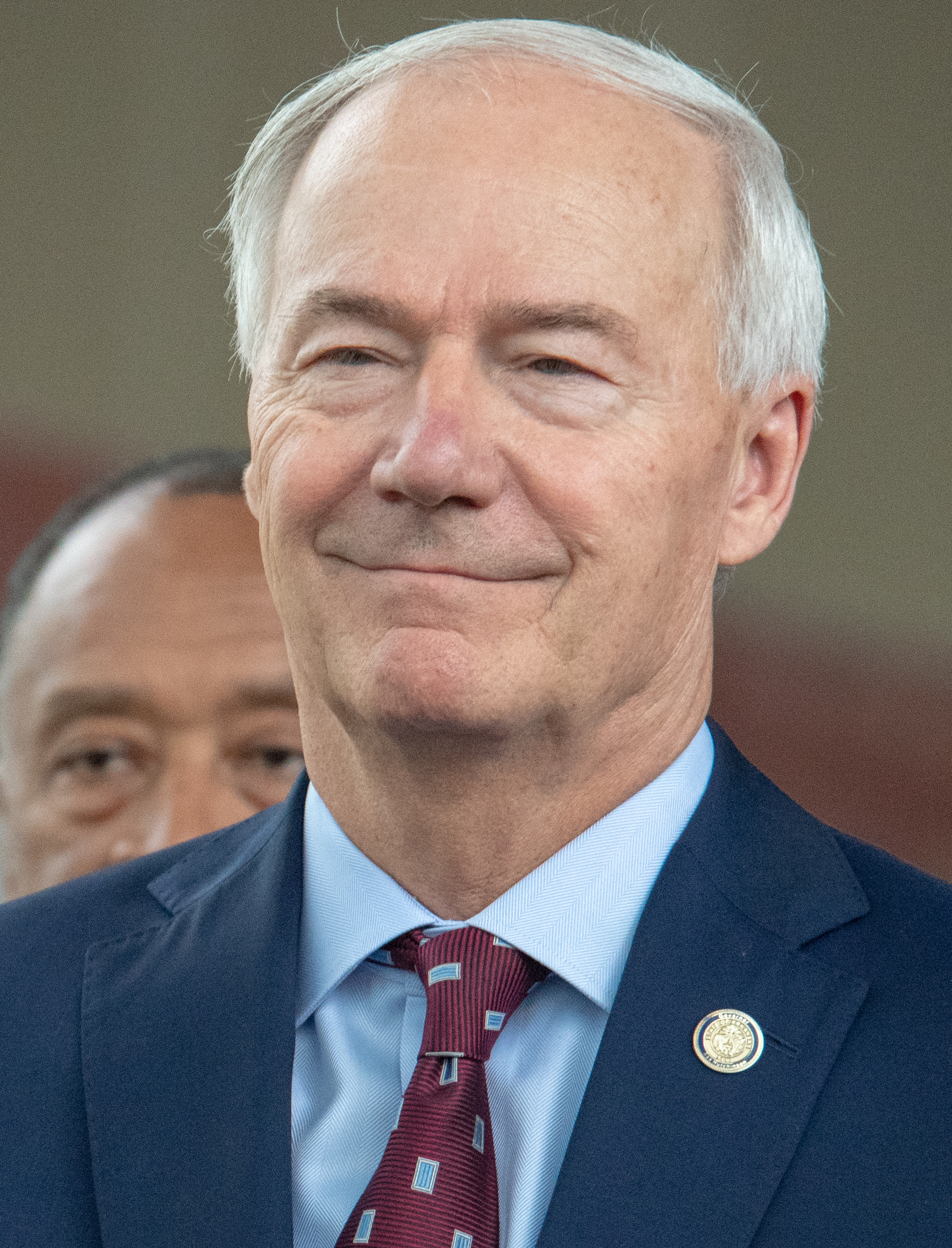
Asa Hutchinson

Urzędujący od 2014 bezpartyjny gubernator Bill Walker ubiegał się o reelekcję, jednak 18 dni przed wyborami stwierdził, że nie będzie w stanie wygrać, więc zawiesił swoją kampanię i publicznie poparł kandydata Partii Demokratycznej, byłego senatora Marka Begicha. Walker pozostał jednak na listach wyborczych. Kandydatem Partii Republikańskiej był członek stanowego senatu Mike Dunleavy.
Kandydatem Partia Republikańskiej na stanowisko zastępcy gubernatora był senator Alaski i były stanowy przewodniczący senatu Kevin Meyer, a z ramienia Partii Demokratycznej kandydowała przedstawicielka rady plemiennej Zatoki Cooka Debra Call. Do czasu zawieszenia kampanii przez urzędującego gubernatora, o reelekcję ubiegał się również urzędujący zastępca gubernatora Byron Mallott.
| Kandydat                 | Kandydat                   | Partia                | Wynik            | Wynik |
| na gubernatora           | na zastępcę                | Partia                | Głosy powszechne | %     |
| ------------------------ | -------------------------- | --------------------- | ---------------- | ----- |
| Mike Dunleavy            | Kevin Meyer                | Partia Republikańska  | 145 631          | 51,44 |
| Mark Begich              | Debra Call                 | Partia Demokratyczna  | 125 739          | 44,41 |
| Bill Walker (urzędujący) | Byron Mallott (urzędujący) | Niezrzeszony          | 5 757            | 2,03  |
| William Toien            | Carolyn Clift              | Partia Libertariańska | 5 402            | 1,91  |
| Dopisani kandydaci       | Dopisani kandydaci         | nie dotyczy           | 605              | 0,21  |
| Razem                    | Razem                      | Razem                 | 283 134          | 100   |

## Arizona
Arizona nie posiada urzędu zastępcy gubernatora. Podobną funkcję pełni stanowy sekretarz stanu.
Z ramienia Partii Republikańskiej o stanowisko gubernatora ubiegał się urzędujący od 2015 gubernator Doug Ducey, a kandydatem Partii Demokratycznej był pedagog David Garcia.
| Kandydat                | Partia               | Wynik            | Wynik |
| Kandydat                | Partia               | Głosy powszechne | %     |
| ----------------------- | -------------------- | ---------------- | ----- |
| Doug Ducey (urzędujący) | Partia Republikańska | 1 330 863        | 56,00 |
| David Garcia            | Partia Demokratyczna | 994 341          | 41,84 |
| Angel Torres            | Partia Zielonych     | 50 962           | 2,14  |
| Dopisani kandydaci      | nie dotyczy          | 275              | 0,01  |
| Razem                   | Razem                | 2 376 441        | 100   |

## Arkansas
W Arkansas oddawano osobne głosy na gubernatora i na zastępcę gubernatora.

### Wybory gubernatorskie
Kandydatem Partii Republikańskiej na gubernatora był urzędujący od 2015 gubernator Asa Hutchinson. Z ramienia Partii Demokratycznej kandydował były przewodniczący organizacji Teach For America Jared Henderson.
| Kandydat                    | Partia                | Wynik            | Wynik |
| Kandydat                    | Partia                | Głosy powszechne | %     |
| --------------------------- | --------------------- | ---------------- | ----- |
| Asa Hutchinson (urzędujący) | Partia Republikańska  | 582 406          | 65,33 |
| Jared Henderson             | Partia Demokratyczna  | 283 218          | 31,77 |
| Mark West                   | Partia Libertariańska | 25 885           | 2,90  |
| Razem                       | Razem                 | 891 509          | 100   |

### Wybory zastępcy gubernatora
Z ramienia Partii Republikańskiej na zastępcę gubernatora kandydował pełniący ten urząd od 2015 Tim Griffin. Kandydatem Partii Demokratycznej był biznesmen dr. Anthony Bland.
| Kandydat                 | Partia                | Wynik            | Wynik |
| Kandydat                 | Partia                | Głosy powszechne | %     |
| ------------------------ | --------------------- | ---------------- | ----- |
| Tim Griffin (urzędujący) | Partia Republikańska  | 582 406          | 65,33 |
| Anthony Bland            | Partia Demokratyczna  | 283 218          | 31,77 |
| Frank Gilbert            | Partia Libertariańska | 25 885           | 2,90  |
| Razem                    | Razem                 | 891 509          | 100   |

## Connecticut
W Connecticut każdemu kandydatowi na gubernatora był przypisany jeden kandydat na zastępcę gubernatora.
Dotychczasowy gubernator Connecticut Dannel Malloy z Partii Demokratycznej i jego zastępczyni Nancy Wyman, którzy urzędowali od 2011, nie ubiegali się o reelekcję z przyczyn osobistych i chęci wycofania się z polityki.
Partia Demokratyczna jako kandydata na gubernatora nominowała biznesmena Neda Lamonta, a na zastępcę gubernatora byłą sekretarz stanu Connecticut, Susan Bysiewicz. Kandydatem Partii Republikańskiej na gubernatora był biznesmen Bob Stefanowski, a na jego zastępcę senator Connecticut Joe Markley.
| Kandydat           | Kandydat           | Partia                | Wynik            | Wynik |
| na gubernatora     | na zastępcę        | Partia                | Głosy powszechne | %     |
| ------------------ | ------------------ | --------------------- | ---------------- | ----- |
| Ned Lamont         | Susan Bysiewicz    | Partia Demokratyczna  | 694 510          | 49,37 |
| Bob Stefanowski    | Joe Markley        | Partia Republikańska  | 650 138          | 46,21 |
| Oz Griebel         | Monte Frank        | Niezrzeszony          | 54 741           | 3,89  |
| Rod Hanscomb       | Jeff Thibeault     | Partia Libertariańska | 6 086            | 0,43  |
| Dopisani kandydaci | Dopisani kandydaci | nie dotyczy           | 1 328            | 0,09  |
| Razem              | Razem              | Razem                 | 1 406 803        | 100   |

## Dakota Południowa
W Dakocie Południowej każdemu kandydatowi na gubernatora był przypisany jeden kandydat na zastępcę gubernatora.
Urzędujący od 2011 gubernator Dennis Daugaard i zastępca gubernatora Matt Michels, oboje z Partii Republikańskiej, nie mogli ubiegać się o reelekcję z powodu ustawowego limitu kadencji.
Kandydatem Partii Republikańskiej na gubernatora była członkini Izby Reprezentantów Stanów Zjednoczonych Kristi Noem, a na zastępcę członek stanowej Izby Reprezentantów Larry Rhoden. Z ramienia Partii Demokratycznej na gubernatora kandydował stanowy senator Billie Sutton, a na zastępcę przedsiębiorca Michelle Lavallee.
| Kandydat       | Kandydat          | Partia                | Wynik            | Wynik |
| na gubernatora | na zastępcę       | Partia                | Głosy powszechne | %     |
| -------------- | ----------------- | --------------------- | ---------------- | ----- |
| Kristi Noem    | Larry Rhoden      | Partia Republikańska  | 172 912          | 50,97 |
| Billie Sutton  | Michelle Lavallee | Partia Demokratyczna  | 161 454          | 47,60 |
| Kurt Evans     | Richard Sfrclatz  | Partia Libertariańska | 4 848            | 1,43  |
| Razem          | Razem             | Razem                 | 339 214          | 100   |

## Floryda
W stanie Floryda każdemu kandydatowi na gubernatora był przypisany jeden kandydat na zastępcę gubernatora.
Urzędujący od 2011 gubernator Florydy Rick Scott z Partii Republikańskiej nie mógł ubiegać się o reelekcję z powodu limitu dwóch kadencji. Jego zastępca Carlos Lopez-Cantera pełnił ten urząd od 3 lutego 2014, zastępując Jennifer Carroll, która zrezygnowała z urzędu na prośbę Scotta z powodu toczącego się przeciwko niej procesu sądowego. Nie zdecydował się ubiegać o reelekcję, ani o stanowisko gubernatora.
Partia Republikańska jako swojego kandydata na gubernatora nominowała członka Izby Reprezentantów Stanów Zjednoczonych Rona DeSantisa, a na jego zastępczynię spikerkę Izby Reprezentantów Florydy Jeanette Núñez. Partia Demokratyczna jako swojego kandydata na gubernatora nominowała burmistrza Tallahassee Andrew Gilluma, a na jego zastępcę przedsiębiorcę Chrisa Kinga.
| Kandydat               | Kandydat           | Partia               | Wynik            | Wynik |
| na gubernatora         | na zastępcę        | Partia               | Głosy powszechne | %     |
| ---------------------- | ------------------ | -------------------- | ---------------- | ----- |
| Ron DeSantis           | Jeanette Núñez     | Partia Republikańska | 4 076 186        | 49,59 |
| Andrew Gillum          | Chris King         | Partia Demokratyczna | 4 043 723        | 49,19 |
| Darcy G. Richardson    | Nancy Argenziano   | Partia Reform        | 47 140           | 0,57  |
| Kyle "KC" Gibson       | Ellen Wilds        | Niezrzeszony         | 24 310           | 0,30  |
| Ryan Christopher Foley | John Tutton Jr.    | Niezrzeszony         | 14 630           | 0,18  |
| Bruce Stanley          | Ryan Howard McJury | Niezrzeszony         | 14 505           | 0,18  |
| Dopisani kandydaci     | Dopisani kandydaci | nie dotyczy          | 67               | 0,00  |
| Razem                  | Razem              | Razem                | 8 220 561        | 100   |

## Georgia
W Georgii oddawano osobne głosy na gubernatora i na zastępcę gubernatora.

### Wybory gubernatorskie
Urzędujący od 2011 gubernator Georgii Nathan Deal z Partii Republikańskiej nie mógł ubiegać się o reelekcję z powodu limitu dwóch kadencji. Partia Republikańska nominowała sekretarza stanu Georgia, Briana Kempa, a Partia Demokratyczna byłą członkinią stanowej Izby Reprezentantów, Stacey Abrams.
| Kandydat           | Partia                | Wynik            | Wynik |
| Kandydat           | Partia                | Głosy powszechne | %     |
| ------------------ | --------------------- | ---------------- | ----- |
| Brian Kemp         | Partia Republikańska  | 1 978 408        | 50,22 |
| Stacey Abrams      | Partia Demokratyczna  | 1 923 685        | 48,83 |
| Ted Metz           | Partia Libertariańska | 37 235           | 0,95  |
| Dopisani kandydaci | nie dotyczy           | 81               | 0,00  |
|                    |                       | 3 939 409        | 100   |

### Wybory zastępcy gubernatorskie
W Georgii nie ma limitu kadencji zastępcy gubernatora, jednak urzędujący od 2007 zastępca gubernatora Georgii Casey Cagle z Partii Republikańskiej nie ubiegał się o czwartą kadencję, ponieważ zamiast tego wziął udział w wyborach na gubernatora (przegrał partyjne prawybory z Brianem Kempem).
Kandydatem Partii Republikańskiej na zastępcę gubernatora był były członek Izby Reprezentantów Georgii Geoff Duncan. Partia Demokratyczna jako swoją kandydatkę nominowała przedsiębiorcę Sarę Riggs Amico.
| Kandydat          | Partia               | Wynik            | Wynik |
| Kandydat          | Partia               | Głosy powszechne | %     |
| ----------------- | -------------------- | ---------------- | ----- |
| Geoff Duncan      | Partia Republikańska | 1 951 738        | 51,63 |
| Sarah Riggs Amico | Partia Demokratyczna | 1 828 566        | 48,37 |
| Razem             | Razem                | 3 780 304        | 100   |

## Guam
W Guam każdemu kandydatowi na gubernatora był przypisany jeden kandydat na zastępcę gubernatora.
Urzędujący od 2011 gubernator Eddie Baza Calvo i jego zastępca Ray Tenorio, obaj z Partii Republikańskiej, nie mogli ubiegać się o reelekcję z powodu limitu dwóch kadencji. Kandydatami Partii Republikańskiej na gubernatora został Ray Tenorio, a na zastępcę gubernatora stanowy senator Tony Ada. Z ramienia Partii Demokratycznej kandydowali: były senator Lou Leon Guerrero na gubernatora i były szef personelu gubernatora Josh Tenorio na zastępcę.
Wysoki wynik w wyborach, 22,7%, zdobył senator Frank Aguon z Partii Demokratycznej, choć nie było go na listach do głosowania. Był dopisywany przez wyborców.  
| Kandydat           | Kandydat           | Partia               | Wynik            | Wynik |
| na gubernatora     | na zastępcę        | Partia               | Głosy powszechne | %     |
| ------------------ | ------------------ | -------------------- | ---------------- | ----- |
| Lou Leon Guerrero  | Josh Tenorio       | Partia Demokratyczna | 18 258           | 50,79 |
| Ray Tenorio        | Tony Ada           | Partia Republikańska | 9 487            | 26,39 |
| Dopisani kandydaci | Dopisani kandydaci | nie dotyczy          | 8 205            | 22,82 |
| Razem              | Razem              | Razem                | 35 950           | 100   |

## Hawaje
W stanie Hawaje każdemu kandydatowi na gubernatora był przypisany jeden kandydat na zastępcę gubernatora.
W czasie wyborów obowiązki zastępcy gubernatora pełnił prokurator generalny stanu Doug Chin. Poprzedni zastępca gubernatora Shan Tsutsui zrezygnował z funkcji 31 stycznia 2018, aby przyjąć posadę w sektorze prywatnym.
Urzędujący od 2014 gubernator Hawajów, David Ige z Partii Demokratycznej ubiegał się o reelekcję. Kandydatką Partii Republikańskiej była członkini Izby Reprezentantów Hawajów Andria Tupola.
Kandydatem Partii Demokratycznej na zastępcę gubernatora był stanowy senator Josh Green, a Partia Republikańska nominowała przedsiębiorcę Marissę Kerns.
| Kandydat               | Kandydat      | Partia                | Wynik            | Wynik |
| na gubernatora         | na zastępcę   | Partia                | Głosy powszechne | %     |
| ---------------------- | ------------- | --------------------- | ---------------- | ----- |
| David Ige (urzędujący) | Josh Green    | Partia Demokratyczna  | 244 934          | 62,67 |
| Andria Tupola          | Marissa Kerns | Partia Republikańska  | 131 719          | 33,70 |
| Jim Brewer             | Renee Ing     | Partia Zielonych      | 10 123           | 2,59  |
| Terrence Teruya        | Paul Robotti  | Partia Libertariańska | 4 067            | 1,04  |
| Razem                  | Razem         | Razem                 | 390 843          | 100   |

## Idaho
W Idaho oddawano osobne głosy na gubernatora i na zastępcę gubernatora.

### Wybory gubernatorskie
Dotychczasowy gubernator Idaho Butch Otter z Partii Republikańskiej, pełniący ten urząd od 2007, nie ubiegał się o reelekcję z przyczyn osobistych. Kandydatem Partii Republikańskiej na to stanowisko został dotychczasowy zastępca gubernatora Brad Little. Partia Demokratycza jako swoją kandydatkę nominowała, byłą członkinię stanowej Izby Reprezentantów.
| Kandydat           | Partia                | Wynik            | Wynik |
| Kandydat           | Partia                | Głosy powszechne | %     |
| ------------------ | --------------------- | ---------------- | ----- |
| Brad Little        | Partia Republikańska  | 361 661          | 59,76 |
| Paulette Jordan    | Partia Demokratyczna  | 231 081          | 38,19 |
| Bev Boeck          | Partia Libertariańska | 6 551            | 1,08  |
| Walter L. Bayes    | Partia Konstytucyjna  | 5 787            | 0,96  |
| Dopisani kandydaci | nie dotyczy           | 51               | 0,00  |
| Razem              | Razem                 | 3 939 409        | 100   |

### Wybory zastępcy gubernatorskie
Dotychczasowy zastępca gubernatora Brad Little z Partii Republikańskiej, pełniący ten urząd od 2009, ubiegał się o stanowisko gubernatora. Z ramienia Partii Republikańskiej na zastępcę gubernatora kandydowała była członkini stanowej Izby Reprezentantów Janice McGeachin. Kandydatką Partii Demokratycznej była weteranka wojenna Kristin Collum.
| Kandydat         | Partia               | Wynik            | Wynik |
| Kandydat         | Partia               | Głosy powszechne | %     |
| ---------------- | -------------------- | ---------------- | ----- |
| Janice McGeachin | Partia Republikańska | 356 507          | 59,73 |
| Kristin Collum   | Partia Demokratyczna | 240 355          | 40,27 |
| Razem            | Razem                | 596 862          | 100   |

## Illinois
W Illinois każdemu kandydatowi na gubernatora był przypisany jeden kandydat na zastępcę gubernatora.
Gubernator Bruce Rauner i jego zastępczyni Evelyn Sanguinetti, oboje z Partii Republikańskiej i urzędujący od 2015, ubiegali się o reelekcję. Z ramienia Partii Demokratycznej o urząd gubernatora ubiegał się inwestor J.B. Pritzker, a o urząd zastępcy gubernatora ubiegała się członkini stanowej Izby Reprezentantów Juliana Stratton.

| Kandydat                  | Kandydat                        | Partia                | Wynik            | Wynik |
| na gubernatora            | na zastępcę                     | Partia                | Głosy powszechne | %     |
| ------------------------- | ------------------------------- | --------------------- | ---------------- | ----- |
| J.B. Pritzker             | Juliana Stratton                | Partia Demokratyczna  | 2 479 746        | 54,53 |
| Bruce Rauner (urzędujący) | Evelyn Sanguinetti (urzędująca) | Partia Republikańska  | 1 765 751        | 38,83 |
| Sam McCann                | Aaron Merreighn                 | Partia Konserwatywna  | 192 527          | 4,23  |
| Kash Jackson              | Sanj Mohip                      | Partia Libertariańska | 109 518          | 2,41  |
| Dopisani kandydaci        | Dopisani kandydaci              | nie dotyczy           | 115              | 0,00  |
| Razem                     | Razem                           | Razem                 | 4 547 657        | 100   |

## Iowa
W Iowa każdemu kandydatowi na gubernatora był przypisany jeden kandydat na zastępcę gubernatora.
Wybrany w poprzednich wyborach gubernator Terry Branstad zrezygnował ze swojego stanowiska, aby zostać ambasadorem Stanów Zjednoczonych w Chinach. 24 maja 2017 urząd po nim objęła zastępczyni gubernatora Kim Reynolds z Partii Republikańskiej. Jako nowego zastępcę mianowała Adama Gregga, również z Partii Republikańskiej. Oboje ubiegali się o reelekcję w 2018.
Kandydatami Partii Demokratycznej byli biznesmen Fred Hubbell na stanowisko gubernatora i stanowa senator Rita Hart na stanowisko zastępcy gubernatora.
| Kandydat                  | Kandydat                | Partia                | Wynik            | Wynik |
| na gubernatora            | na zastępcę             | Partia                | Głosy powszechne | %     |
| ------------------------- | ----------------------- | --------------------- | ---------------- | ----- |
| Kim Reynolds (urzędująca) | Adam Gregg (urzędujący) | Partia Republikańska  | 667 275          | 50,26 |
| Fred Hubbell              | Rita Hart               | Partia Demokratyczna  | 630 986          | 47,53 |
| Jake Porter               | Lynne Gentry            | Partia Libertariańska | 21 426           | 1,61  |
| Gary Siegwarth            | Natalia Blaskovich      | Niezrzeszony          | 7 463            | 0,56  |
| Dopisani kandydaci        | Dopisani kandydaci      | nie dotyczy           | 488              | 0,04  |
| Razem                     | Razem                   | Razem                 | 1 327 638        | 100   |

## Kalifornia
W Kalifornii oddawano głosy w systemie dwuturowym, osobno na gubernatora i na zastępcę gubernatora. I tura miała miejsce 5 czerwca 2018, a druga 6 listopada.

### Wybory gubernatorskie
Dotychczasowy gubernator Kalifornii Jerry Brown z Partii Demokratycznej, który urzędował w latach 1975-1983 i ponownie od 2011 nie mógł ubiegać się o trzecią kadencję z powodu limitu dwóch kadencji wprowadzonego w 1990.
W I turze wyborów wzięło udział 27 kandydatów. W drugiej turze kandydowali dotychczasowy zastępca gubernatora Gavin Newsom z Partii Demokratycznej i przedsiębiorca John H. Cox z Partii Republikańskiej.

#### I tura
| Kandydat                | Partia                  | Wynik            | Wynik |
| Kandydat                | Partia                  | Głosy powszechne | %     |
| ----------------------- | ----------------------- | ---------------- | ----- |
| Gavin Newsom            | Partia Demokratyczna    | 2 343 792        | 33,66 |
| John H. Cox             | Partia Republikańska    | 1 766 488        | 25,37 |
| Antonio Villaraigosa    | Partia Demokratyczna    | 926 394          | 13,31 |
| Travis Allen            | Partia Republikańska    | 658 798          | 9,46  |
| John Chiang             | Partia Demokratyczna    | 655 920          | 9,42  |
| Delaine Eastin          | Partia Demokratyczna    | 234 869          | 3,37  |
| Amanda Renteria         | Partia Demokratyczna    | 93 446           | 1,34  |
| Robert C. Newman II     | Partia Republikańska    | 44 674           | 0,64  |
| Michael Shellenberger   | Partia Demokratyczna    | 31 692           | 0,46  |
| Peter Y. Liu            | Partia Republikańska    | 27 336           | 0,39  |
| Yvonne Girard           | Partia Republikańska    | 21 840           | 0,31  |
| Gloria La Riva          | Peace and Freedom Party | 19 075           | 0,27  |
| J. Bribiesca            | Partia Demokratyczna    | 18 586           | 0,27  |
| Josh Jones              | Partia Zielonych        | 16 131           | 0,23  |
| Zoltan Istvan           | Partia Libertariańska   | 14 462           | 0,21  |
| Albert Caesar Mezzetti  | Partia Demokratyczna    | 12 026           | 0,17  |
| Nickolas Wildstar       | Partia Libertariańska   | 11 566           | 0,17  |
| Robert Davidson Griffis | Partia Demokratyczna    | 11 103           | 0,16  |
| Akinyemi Agbede         | Partia Demokratyczna    | 9 380            | 0,13  |
| Thomas Jefferson Cares  | Partia Demokratyczna    | 8 937            | 0,13  |
| Christopher N. Carlson  | Partia Zielonych        | 7 302            | 0,10  |
| Klement Tinaj           | Partia Demokratyczna    | 5 368            | 0,08  |
| Hakan "Hawk" Mikado     | Niezrzeszony            | 5 346            | 0,08  |
| Johnny Wattenburg       | Niezrzeszony            | 4 973            | 0,07  |
| Desmond Silveira        | Niezrzeszony            | 4 633            | 0,07  |
| Shubham Goel            | Niezrzeszony            | 4 020            | 0,06  |
| Jeffrey Edward Taylor   | Niezrzeszony            | 3 973            | 0,06  |
| Dopisani kandydaci      | nie dotyczy             | 224              | 0,00  |
| Razem                   | Razem                   | 6 962 354        | 100   |

#### II tura
| Kandydat     | Partia               | Wynik            | Wynik |
| Kandydat     | Partia               | Głosy powszechne | %     |
| ------------ | -------------------- | ---------------- | ----- |
| Gavin Newsom | Partia Demokratyczna | 7 721 410        | 61,95 |
| John H. Cox  | Partia Republikańska | 4 742 825        | 38,05 |
| Razem        | Razem                | 12 464 235       | 100   |

### Wybory zastępcy gubernatora
Dotychczasowy zastępca gubernatora, który pełnił ten urząd od 2011, nie mógł ubiegać się o reelekcję z powodu limitu dwóch kadencji. W I turze wyborów zastępcy gubernatora wybrano dwóch kandydatów z Partii Demokratycznej: byłą ambasadorkę Stanów Zjednoczonych na Węgrzech Eleni Kounalakis i senatora stanu Kalifornia, Eda Hernandeza.

#### I tura
| Kandydat                    | Partia                | Wynik            | Wynik |
| Kandydat                    | Partia                | Głosy powszechne | %     |
| --------------------------- | --------------------- | ---------------- | ----- |
| Eleni Kounalakis            | Partia Demokratyczna  | 1587940          | 24,23 |
| Ed Hernandez                | Partia Demokratyczna  | 1347442          | 20,56 |
| Cole Harris                 | Partia Republikańska  | 1144003          | 17,46 |
| Jeff Bleich                 | Partia Demokratyczna  | 648045           | 9,89  |
| David Fennell               | Partia Republikańska  | 515956           | 7,87  |
| Lydia Ortega                | Partia Republikańska  | 419512           | 6,40  |
| David R, Hernandez          | Partia Republikańska  | 404982           | 6,18  |
| Gayle McLaughlin            | Niezrzeszony          | 263364           | 4,02  |
| Tim Ferreira                | Partia Libertariańska | 99949            | 1,53  |
| Cameron Gharabiklou         | Partia Demokratyczna  | 78267            | 1,19  |
| Danny Thomas                | Niezrzeszony          | 44121            | 0,67  |
| Marjan S, Fariba (dopisany) | Niezrzeszony          | 18               | 0,00  |
| Razem                       | Razem                 | 6 553 599        | 100   |

#### II tura
| Kandydat         | Partia               | Wynik            | Wynik |
| Kandydat         | Partia               | Głosy powszechne | %     |
| ---------------- | -------------------- | ---------------- | ----- |
| Eleni Kounalakis | Partia Demokratyczna | 5 914 068        | 56,55 |
| Ed Hernandez     | Partia Republikańska | 4 543 863        | 43,45 |
| Razem            | Razem                | 10 457 931       | 100   |

## Kansas
W Kansas każdemu kandydatowi na gubernatora był przypisany jeden kandydat na zastępcę gubernatora.
Wybrany w poprzednich wyborach gubernator Sam Brownback zrezygnował z urzędu 31 stycznia 2018, aby objąć urząd nadzwyczajnego ambasadora ds. Międzynarodowej Wolności Religijnej. Zastąpił go dotychczasowy zastępca gubernatora Jeff Colyer z Partii Republikańskiej. 14 lutego nowy gubernator mianował Traceya Manna z Partii Republikańskiej swoim zastępcą. Obaj zamierzali ubiegać się o reelekcję z ramienia Partii Republikańskiej, ale przegrali partyjne prawybory z sekretarzem stanu Kansas Krisem Kobachem, który ubiegał się o stanowisko gubernatora i przedsiębiorcą Wink Hartman, która ubiegała się o stanowisko zastępczyni.
Partia Demokratyczna nominowała jako swoich kandydatów stanowych senatorów: Laurę Kelly na stanowisko gubernatora i Lynn Rogers na stanowisko zastępcy gubernatora.
| Kandydat       | Kandydat        | Partia                | Wynik            | Wynik |
| na gubernatora | na zastępcę     | Partia                | Głosy powszechne | %     |
| -------------- | --------------- | --------------------- | ---------------- | ----- |
| Laura Kelly    | Lynn Rogers     | Partia Demokratyczna  | 506 727          | 48,01 |
| Kris Kobach    | Wink Hartman    | Partia Republikańska  | 453 645          | 42,98 |
| Greg Orman     | John Doll       | Niezrzeszony          | 68 590           | 6,50  |
| Jeff Caldwell  | Mary Gerlt      | Partia Libertariańska | 20 020           | 1,90  |
| Rick Kloos     | Nathaniel Kloos | Niezrzeszony          | 6 584            | 0,62  |
| Razem          | Razem           | Razem                 | 1 327 638        | 100   |

## Karolina Południowa
W Karolinie Południowej każdemu kandydatowi na gubernatora był przypisany jeden kandydat na zastępcę gubernatora.
Poprzednio wybrana gubernator Nikki Haley z Partii Republikańskiej zrezygnowała z urzędu 25 stycznia 2017, aby zostać ambasadorem Stanów Zjednoczonych przy ONZ. Obowiązki po niej przejął dotychczasowy zastępca Henry McMaster z Partii Republikańskiej, który w 2018 ubiegał się o reelekcję. Nowym zastępcą gubernatora został Kevin L. Bryant z Partii Republikańskiej, który również kandydował na gubernatora, ale prawybory Partii Republikańskiej wygrał McMaster. Kandydatem partii na zastępcę została przedsiębiorca Pamela Evette.
Kandydatami Partii Demokratycznej byli członkowie Izby Reprezentantów: James Smith na gubernatora, a Mandy Powers Norrell na zastępcę.
| Kandydat                    | Kandydat           | Partia               | Wynik            | Wynik |
| na gubernatora              | na zastępcę        | Partia               | Głosy powszechne | %     |
| --------------------------- | ------------------ | -------------------- | ---------------- | ----- |
| Henry McMaster (urzędujący) | Pamela Evette      | Partia Republikańska | 921 342          | 53,96 |
| James Smith                 | James Smith        | Partia Demokratyczna | 784 182          | 45,92 |
| Dopisani kandydaci          | Dopisani kandydaci | nie dotyczy          | 2 045            | 0,12  |
| Razem                       | Razem              | Razem                | 1 707 569        | 100   |

## Kolorado
W Kolorado każdemu kandydatowi na gubernatora był przypisany jeden kandydat na zastępcę gubernatora.
Urzędujący od 2011 gubernator Kolorado John Hickenlooper z Partii Demokratycznej nie mógł ubiegać się o reelekcję z powodu limitu dwóch kadencji. Urzędująca od 2016 zastępczyni gubernatora Donna Lynne z Partii Demokratycznej wzięła udział w wyborach gubernatorskich, ale przegrała partyjne prawybory.
Partia Demokratyczna jako swojego kandydata nominowała Jareda Polisa, członka Izby Reprezentantów, a na jego zastępczynię Dianne Primaverę, dyrektorkę generalną lokalnego oddziału Susan G. Komen for the Cure i byłą stanową parlamentarzystę. Partia Republikańska nominowała skarbnika Kolorado Walkera Stapletona jako kandydata na gubernatora i stanowego kongresmena Langa Siasa jako jego zastępcę.
| Kandydat         | Kandydat         | Partia                 | Wynik            | Wynik |
| na gubernatora   | na zastępcę      | Partia                 | Głosy powszechne | %     |
| ---------------- | ---------------- | ---------------------- | ---------------- | ----- |
| Jared Polis      | Dianne Primavera | Partia Demokratyczna   | 1 348 888        | 53,42 |
| Walker Stapleton | Lang Sias        | Partia Republikańska   | 1 080 801        | 42,80 |
| Scott Helker     | Michele Poague   | Partia Libertariańska  | 69 519           | 2,75  |
| Bill Hammon      | Eric Bodenstab   | Unity Party of America | 25 854           | 1,02  |
| Razem            | Razem            | Razem                  | 2 525 062        | 100   |

## Maine

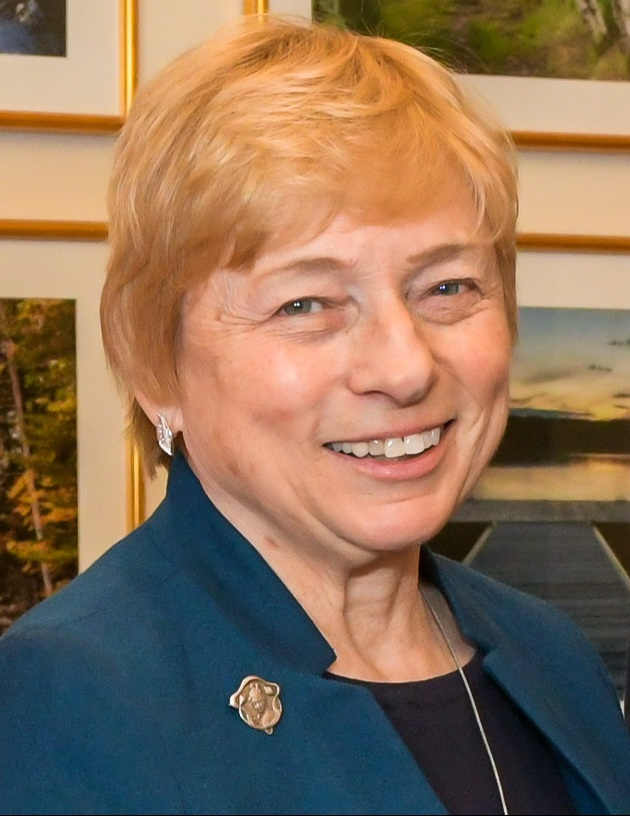
Janet Mills

Maine nie posiada urzędu zastępcy gubernatora. Podobną funkcję pełni przewodniczący stanowego senatu.
Dotychczasowy gubernator Maine Paul LePage nie mógł ubiegać się o reelekcję z powodu limitu dwóch kadencji z rzędu.
O stanowisko gubernatora z ramienia Partii Demokratycznej ubiegała się prokurator generalna Maine Janet Mills, a z ramienia Partii Republikańskiej przedsiębiorca Shawn Moody.
| Kandydat           | Partia               | Wynik            | Wynik |
| Kandydat           | Partia               | Głosy powszechne | %     |
| ------------------ | -------------------- | ---------------- | ----- |
| Janet Mills        | Partia Demokratyczna | 320 962          | 50,89 |
| Shawn Moody        | Partia Republikańska | 272 311          | 43,18 |
| Terry Hayes        | Niezrzeszony         | 37 268           | 5,91  |
| Dopisani kandydaci | Dopisani kandydaci   | 126              | 0,02  |
| Razem              | Razem                | 596 862          | 100   |

## Mariany Północne
Na Marianach Północnych każdemu kandydatowi na gubernatora był przypisany jeden kandydat na zastępcę gubernatora.
Poprzednio wybrany gubernator Eloy Inos z Partii Republikańskiej zmarł w 2015. Jego stanowisko objął po nim dotychczasowy zastępca gubernatora Ralph Torres z tej samej partii. Urząd zastępcy zgodnie z linią sukcesji przejął przewodniczący senatu Victor Hocog, również z Partii Republikańskiej.
Gubernator Ralph Torres ubiegał się o reelekcję z ramienia Partii Republikańskiej. Na swojego potencjalnego zastępcę wybrał Arnolda Palaciosa, przewodniczącego senatu Marianów Północnych. W wyborach brał też udział bezpartyjny były gubernator Juan Babauta. Jego potencjalną zastępczynią była doktor Rita Sablan z Partii Demokratycznej, była komisarz edukacji Marianów Północnych.
| Kandydat                  | Kandydat        | Partia               | Wynik            | Wynik |
| na gubernatora            | na zastępcę     | Partia               | Głosy powszechne | %     |
| ------------------------- | --------------- | -------------------- | ---------------- | ----- |
| Ralph Torres (Urzędujący) | Arnold Palacios | Partia Republikańska | 8 922            | 78,64 |
| Juan Babauta              | Rita Sablan     | Niezrzeszony         | 5 420            | 37,79 |
| Razem                     | Razem           | Razem                | 11 346           | 100   |

## Maryland
W Maryland każdemu kandydatowi na gubernatora był przypisany jeden kandydat na zastępcę gubernatora.
Gubernator Larry Hogan i jego zastępca Boyd Rutherford, obaj z Partii Republikańskiej i urzędujący od 2015, ubiegali się o reeklekcję. Z ramienia Partii Demokratycznej były prezes Krajowego Stowarzyszenia na Rzecz Popierania Ludności Kolorowej Ben Jealous kandydował na stanowisko gubernatora, a była przewodnicząca regionalnych struktur partyjnych Susan Turnbull na stanowisko zastępcy.

| Kandydat                 | Kandydat                     | Partia                | Wynik            | Wynik |
| na gubernatora           | na zastępcę                  | Partia                | Głosy powszechne | %     |
| ------------------------ | ---------------------------- | --------------------- | ---------------- | ----- |
| Larry Hogan (urzędujący) | Boyd Rutherford (urzędujący) | Partia Republikańska  | 1 275 644        | 55,35 |
| Ben Jealous              | Susan Turnbull               | Partia Demokratyczna  | 1 002 639        | 43,51 |
| Shawn Quinn              | Christina Smith              | Partia Libertariańska | 13 241           | 0,57  |
| Ian Schlakman            | Annie Chambers               | Partia Zielonych      | 11 175           | 0,48  |
| Rick Kloos               | Nathaniel Kloos              | Niezrzeszony          | 1 813            | 0,08  |
| Razem                    | Razem                        | Razem                 | 2 304 512        | 100   |

## Massachusetts
W Massachusetts każdemu kandydatowi na gubernatora był przypisany jeden kandydat na zastępcę gubernatora.
Urzędujący gubernator Charlie Baker i zastępczyni gubernatora Karyn Polito, oboje z Partii Republikańskiej i urzędujący od 2015, ubiegali się o reelekcję. Z ramienia Partii Demokratycznej były stanowy sekretarz administracji i fninasów Jay Gonzalez ubiegał się o stanowisko gubernatora, a były doradca prezydenta Baracka Obamy Quentin Palfrey kandydował na zastępcę gubernatora.
| Kandydat                   | Kandydat                  | Partia               | Wynik            | Wynik |
| na gubernatora             | na zastępcę               | Partia               | Głosy powszechne | %     |
| -------------------------- | ------------------------- | -------------------- | ---------------- | ----- |
| Charlie Baker (urzędujący) | Karyn Polito (urzędująca) | Partia Republikańska | 1 781 341        | 66,60 |
| Jay Gonzalez               | Quentin Palfrey           | Partia Demokratyczna | 885 770          | 33,12 |
| Dopisani kandydaci         | Dopisani kandydaci        | nie dotyczy          | 7 504            | 0,28  |
| Razem                      | Razem                     | Razem                | 2 674 615        | 100   |

## Michigan
W Michigan każdemu kandydatowi na gubernatora był przypisany jeden kandydat na zastępcę gubernatora.
Gubernator Rick Snyder i jego zastępca Brian Calley, obaj z Partii Republikańskiej i urzędujący od 2011, nie mogli ubiegać się o reelekcję z powodu limitu dwóch kadencji.
Z ramienia Partii Demokratycznej na stanowisko gubernatora kandydowała była senator i była oskarżyciel publiczna hrabstwa Ingham Gretchen Whitmer, a na stanowisko zastępcy gubernatora przedsiębiorca Garlin Gilchrist. Kandydatami Partii Republikańskiej byli prokurator generalny Michigan Bill Schuette na stanowisko gubernatora i urzędnicka hrabstwa Kent Lisa Posthumus Lyons na stanowisko zastępcy gubernatora.
| Kandydat           | Kandydat                 | Partia                   | Wynik            | Wynik |
| na gubernatora     | na zastępcę              | Partia                   | Głosy powszechne | %     |
| ------------------ | ------------------------ | ------------------------ | ---------------- | ----- |
| Gretchen Whitmer   | Garlin Gilchrist         | Partia Demokratyczna     | 2 266 193        | 53,31 |
| Bill Schuette      | Lisa Posthumus Lyons     | Partia Republikańska     | 1 859 534        | 43,75 |
| Bill Gelineau      | Angelique Chaiser Thomas | Partia Libertariańska    | 56 606           | 1,33  |
| Todd Schleiger     | Earl P. Lackie           | Partia Podatników        | 29 219           | 0,69  |
| Jennifer Kurland   | Charin H. Davenport      | Partia Zielonych         | 28 799           | 0,68  |
| Keith Butkovich    | Raymond Warner           | Partia Prawa Naturalnego | 10 202           | 0,24  |
| Dopisani kandydaci | Dopisani kandydaci       | nie dotyczy              | 32               | 0,00  |
| Razem              | Razem                    | Razem                    | 2 674 615        | 100   |

## Minnesota
W Minnesocie każdemu kandydatowi na gubernatora był przypisany jeden kandydat na zastępcę gubernatora.
Urzędujący od 2011 gubernator Mark Dayton zapowiedział, że nie będzie ubiegał się o reelekcję i przejdzie na emeryturę. Urzędująca od 2018 zastępczyni gubernatora Michelle Fischbach ubiegała się o reelekcję, kandydując razem z kandydatem na gubernatora Timem Pawlentym. Przegrali jednak prawybory Partii Republikańskiej. Z ramienia tej partii kandydatem na gubernatora został komisarz hrabstwa Hennepin Jeffa Johnsona, a kandydatem na zastępcę gubernatora emerytowaną oficer wywiadu Marine Corps Donnę Bergstrom.
Demokratyczno-Farmersko-Robotnicza Partia Minnesoty nominowała członka Izby Reprezentantów Stanów Zjednoczonych Tima Walza na kandydata na gubernatora, a na jego zastępczynię członkinię Izbę Reprezentantów Minnesoty Peggy Flanagan.
| Kandydat           | Kandydat              | Partia                                              | Wynik            | Wynik |
| na gubernatora     | na zastępcę           | Partia                                              | Głosy powszechne | %     |
| ------------------ | --------------------- | --------------------------------------------------- | ---------------- | ----- |
| Tim Walz           | Peggy Flanagan        | Demokratyczno-Farmersko-Robotnicza Partia Minnesoty | 1 393 096        | 53,84 |
| Jeff Johnson       | Donna Bergstrom       | Partia Republikańska                                | 1 097 705        | 42,43 |
| Chris Wright       | Judith Schwartzbacker | Grassroots-Legalize Cannabis Party                  | 68 667           | 2,65  |
| Josh Welter        | Mary O’Connor         | Partia Libertariańska                               | 26 735           | 1,03  |
| Dopisani kandydaci | Dopisani kandydaci    | nie dotyczy                                         | 1 084            | 0,00  |
| Razem              | Razem                 | Razem                                               | 2 587 287        | 100   |

## Nebraska
W Nebrasce każdemu kandydatowi na gubernatora był przypisany jeden kandydat na zastępcę gubernatora.
Gubernator Pete Ricketts i zastępca gubernatora Mike Foley, obaj z Partii Republikańskiej i urzędujący od 2015, ubiegali się o reelekcję. Ich przeciwnikami z Partii Demokratycznej byli stanowi senatorowie: Bob Krist, kandydujący na stanowisko gubernatora, i Lynne Walz, ubiegająca się o urząd zastępcy gubernatora.
| Kandydat                   | Kandydat                | Partia               | Wynik            | Wynik |
| na gubernatora             | na zastępcę             | Partia               | Głosy powszechne | %     |
| -------------------------- | ----------------------- | -------------------- | ---------------- | ----- |
| Pete Ricketts (urzędujący) | Mike Foley (urzędujący) | Partia Republikańska | 411 812          | 59,00 |
| Bob Krist                  | Lynne Walz              | Partia Demokratyczna | 286 169          | 41,00 |
| Razem                      | Razem                   | Razem                | 697 981          | 100   |

## Nevada
W Nevadzie oddawano osobne głosy na gubernatora i na zastępcę gubernatora.

### Wybory gubernatorskie
Dotychczasowy gubernator Nevady Brian Sandoval z Partii Republikańskiej, urzędujący od 2011, nie mógł ubiegać się o reelekcję z powodu limitu dwóch kadencji.
Kandydatem Partii Demokratycznej był członek komisji hrabstwa Clark Steve Sisolak, a Partii Republikańskiej prokurator generalny Nevady Adam Laxalt.
| Kandydat                 | Partia                                 | Wynik            | Wynik |
| Kandydat                 | Partia                                 | Głosy powszechne | %     |
| ------------------------ | -------------------------------------- | ---------------- | ----- |
| Steve Sisolak            | Partia Demokratyczna                   | 480 007          | 49,39 |
| Adam Laxalt              | Partia Republikańska                   | 440 32           | 45,31 |
| None of These Candidates | nie dotyczy                            | 18 865           | 1,94  |
| Ryan Bundy               | Niezrzeszony                           | 13 891           | 1,43  |
| Russell Best             | Amerykańska Partia Niezależnych Newady | 10 076           | 1,04  |
| Jared Lord               | Partia Libertariańska                  | 8 640            | 0,89  |
| Razem                    | Razem                                  | 971 799          | 100   |

### Wybory zastępcy gubernatorskie
Dotychczasowy zastępcy gubernatora Nevady Mark Hutchison z Partii Republikańskiej, urzędujący od 2015, nie ubiegał się o reelekcję, stwierdzając, że są lepsi kandydaci, a on sam chciałby związać swoją dalszą działalność polityczną z lokalną legislaturą.
Kandydatem Partii Demokratycznej była dawna skarbnik Newady Kate Marshall, a Partii Republikańskiej senator Michael Roberson.
| Kandydat                 | Partia                                 | Wynik            | Wynik |
| Kandydat                 | Partia                                 | Głosy powszechne | %     |
| ------------------------ | -------------------------------------- | ---------------- | ----- |
| Kate Marshall            | Partia Demokratyczna                   | 486 381          | 50,35 |
| Michael Roberson         | Partia Republikańska                   | 421 697          | 43,66 |
| Janine Hansen            | Amerykańska Partia Niezależnych Newady | 23 893           | 2,47  |
| None of These Candidates | nie dotyczy                            | 23 537           | 2,44  |
| Ed Uehling               | Niezrzeszony                           | 10 435           | 1,08  |
| Razem                    | Razem                                  | 965 943          | 100   |

## New Hampshire
New Hampshire nie posiada urzędu zastępcy gubernatora. Podobną funkcję pełni przewodniczący stanowego senatu.
Urzędujący od 2017 gubernator Chris Sununu z Partii Republikańskiej ubiegał się o reelekcję. Kandydatką Partii Demokratycznej została była stanowa senatora Molly Kelly.
| Kandydat           | Partia                | Wynik            | Wynik |
| Kandydat           | Partia                | Głosy powszechne | %     |
| ------------------ | --------------------- | ---------------- | ----- |
| Chris Sununu       | Partia Republikańska  | 302 764          | 52,78 |
| Molly Kelly        | Partia Demokratyczna  | 262 359          | 45,74 |
| Jilletta Jarvis    | Partia Libertariańska | 8 197            | 1,94  |
| Dopisani kandydaci | nie dotyczy           | 282              | 0,89  |
| Razem              | Razem                 | 971 799          | 100   |

## Nowy Meksyk
W Nowym Meksyku każdemu kandydatowi na gubernatora był przypisany jeden kandydat na zastępcę gubernatora.
Dotychczasowa gubernator Susana Martinez i zastępca gubernatora John Sanchez, oboje z Partii Republikańskiej i urzędujący od 2011, nie mogli się ubiegać o reelekcję z powodu limitu dwóch kadencji.
Kandydatem Partii Demokratycznej na gubernatora była członkini Izby Reprezentantów Stanów Zjednoczonych Michelle Lujan Grisham, a na zastępcę stanowy senator Howie Morales.
Kandydatem Partii Republikańskiej na gubernatora był członek Izby Reprezentantów Stanów Zjednoczonych Steve Pearce, a na zastępcę była szefowa personelu prokuratora generalnego Gary’ego Kinga Michelle Garcia.
| Kandydat               | Kandydat        | Partia               | Wynik            | Wynik |
| na gubernatora         | na zastępcę     | Partia               | Głosy powszechne | %     |
| ---------------------- | --------------- | -------------------- | ---------------- | ----- |
| Michelle Lujan Grisham | Howie Morales   | Partia Demokratyczna | 398 368          | 57,20 |
| Steve Pearce           | Michelle Garcia | Partia Republikańska | 298 091          | 42,80 |
| Razem                  | Razem           | Razem                | 696 459          | 100   |

## Nowy Jork
W Nowym Jorku każdemu kandydatowi na gubernatora był przypisany jeden kandydat na zastępcę gubernatora.
Urzędujący od 2011 gubernator Andrew Cuomo i urzędująca od 2015 zastępczyni gubernatora Kathy Hochul, oboje z Partii Demokratycznej, ubiegali się o reelekcję. Ich przeciwnikami z Partii Republikańskiej byli kandydujący na gubernatora były członek zgromadzenia stanowego Nowego Jorku Marc Molinaro i kandydująca na zastępcę była radna Rye Julie Killian.
| Kandydat                  | Kandydat                  | Partia                 | Wynik            | Wynik |
| na gubernatora            | na zastępcę               | Partia                 | Głosy powszechne | %     |
| ------------------------- | ------------------------- | ---------------------- | ---------------- | ----- |
| Andrew Cuomo (urzędujący) | Kathy Hochul (urzędująca) | Partia Demokratyczna   | 3 635 340        | 56,16 |
| Marc Molinaro             | Julie Killian             | Partia Republikańska   | 2 207 602        | 36,21 |
| Howie Hawkins             | Jia Lee                   | Partia Zielonych       | 103 946          | 1,70  |
| Larry Sharpe              | Andrew Hollister          | Partia Libertariańska  | 95 033           | 1,56  |
| Stephanie Miner           | Michael Volpe             | Serve America Movement | 55 441           | 0,91  |
| Razem                     | Razem                     | Razem                  | 6 097 362        | 100   |

## Ohio
W Ohio każdemu kandydatowi na gubernatora był przypisany jeden kandydat na zastępcę gubernatora.
Gubernator John Kasich i zastępczyni gubernatora Mary Taylor, oboje z Partii Republikańskiej i urzędujący od 2011, nie mogli ubiegać się o reelekcję z powodu limitu kadencji. Kandydatem Partii Republikańskiej na gubernatora został prokurator generalny Ohio Mike DeWine, a kandydatem na jego zastępcę stanowy sekretarz stanu Jon A. Husted. Kandydatem Partii Demokratycznej na gubernatora został były dyrektor Consumer Financial Protection Bureau oraz były skarbnik i prokurator generalny Ohio Richard Cordray. Na stanowisko jego zastępcy kandydowała członkini Izby Reprezentantów Stanów Zjednoczonych Betty Sutton.
| Kandydat                | Kandydat           | Partia                | Wynik            | Wynik |
| na gubernatora          | na zastępcę        | Partia                | Głosy powszechne | %     |
| ----------------------- | ------------------ | --------------------- | ---------------- | ----- |
| Mike DeWine             | Jon A. Husted      | Partia Republikańska  | 2 231 917        | 56,16 |
| Richard Cordray         | Betty Sutton       | Partia Demokratyczna  | 2 067 847        | 36,21 |
| Travis Irvine           | Todd Grayson       | Partia Libertariańska | 79 985           | 1,70  |
| Constance Gadell-Newton | Brett R. Joseph    | Partia Zielonych      | 49 475           | 1,56  |
| Dopisani kandydaci      | Dopisani kandydaci | nie dotyczy           | 358              | 0,91  |
| Razem                   | Razem              | Razem                 | 4 429 582        | 100   |

## Oklahoma
W Oklahomie oddawano osobne głosy na gubernatora i na zastępcę gubernatora.

### Wybory gubernatorskie
Dotychczasowa gubernator Oklahomy Mary Fallin z Partii Republikańskiej nie ubiegała się o reelekcję z powodu limitu kadencji. Z ramienia jej partii o urząd ubiegał się przedsiębiorca Kevin Stitt, a z ramienia Partii Demokratycznej były prokurator generalny Drew Edmondson.
| Kandydat       | Partia                | Wynik            | Wynik |
| Kandydat       | Partia                | Głosy powszechne | %     |
| -------------- | --------------------- | ---------------- | ----- |
| Kevin Stitt    | Partia Republikańska  | 644 579          | 54,33 |
| Drew Edmondson | Partia Demokratyczna  | 500 973          | 42,23 |
| Chris Powell   | Partia Libertariańska | 40 833           | 3,44  |
| Razem          | Razem                 | 1 186 385        | 100   |

### Wybory zastępcy gubernatorskie
Urzędujący od 2011 zastępca gubernatora Todd Lamb z Partii Republikańskiej postanowił nie ubiegać się o reelekcję i wziąć udział w wyborach na gubernatora, ale przegrał prawybory partyjne z Kevinem Stittem.
Kandydatami Partii Republikańskiej i Partii Demokratycznej na zastępcę gubernatora zostali stanowi senatorowie, kolejno: Matt Pinnell i Anastasia Pittman.
| Kandydat          | Partia               | Wynik            | Wynik |
| Kandydat          | Partia               | Głosy powszechne | %     |
| ----------------- | -------------------- | ---------------- | ----- |
| Matt Pinnell      | Partia Republikańska | 729 219          | 61,89 |
| Anastasia Pittman | Partia Demokratyczna | 406 797          | 34,53 |
| Ivan Holmes       | Niezrzeszony         | 42 147           | 3,58  |
| Razem             | Razem                | 1 178 190        | 100   |

## Oregon
Oregon nie posiada urzędu zastępcy gubernatora. Podobną funkcję pełni stanowy skarbnik.
Urzędująca od 2015 gubernator Kate Brown z Partii Demokratycznej ubiegała się o reelekcję. Jej głównym przeciwnikiem był członek stanowej Izby Reprezentantów Knute Buehler z Partii Republikańskiej.
| Kandydat                | Partia                | Wynik            | Wynik |
| Kandydat                | Partia                | Głosy powszechne | %     |
| ----------------------- | --------------------- | ---------------- | ----- |
| Kate Brown (urzędująca) | Partia Demokratyczna  | 934 498          | 50,05 |
| Knute Buehler           | Partia Republikańska  | 814 988          | 43,65 |
| Patrick Starnes         | Niezrzeszony          | 53 392           | 2,86  |
| Nick Chen               | Partia Libertariańska | 28 927           | 1,55  |
| Aaron Auer              | Partia Konstytucyjna  | 21 145           | 1,13  |
| Chris Henry             | Partia Progresywna    | 11 013           | 0,59  |
| Dopisani kandydaci      | nie dotyczy           | 3 034            | 0,16  |
| Razem                   | Razem                 | 1 866 997        | 100   |

## Pensylwania
W Pensylwanii każdemu kandydatowi na gubernatora był przypisany jeden kandydat na zastępcę gubernatora.
Urzędujący od 2015 gubernator Tom Wolf z Partii Demokratycznej ubiegał się o reelekcję. Urzędujący od 2015 zastępca gubernatora Mike Stack również ubiegał się o reelekcję, ale przegrał prawybory Partii Demokratyczne z burmistrzem Braddock Johnem Fettermanem.
Partia Republikańska nominowała byłego senatora Scotta Wagnera jako swojego kandydata na gubernatora i przedsiębiorcę Jeffa Bartosa na zastępcę gubernatora.
| Kandydat              | Kandydat               | Partia                | Wynik            | Wynik |
| na gubernatora        | na zastępcę            | Partia                | Głosy powszechne | %     |
| --------------------- | ---------------------- | --------------------- | ---------------- | ----- |
| Tom Wolf (urzędujący) | John Fetterman         | Partia Demokratyczna  | 2 895 662        | 57,77 |
| Scott Wagner          | Jeff Bartos            | Partia Republikańska  | 2 039 809        | 40,70 |
| Ken Krawchuk          | Kathleen Smith         | Partia Libertariańska | 49 229           | 0,98  |
| Paul Glover           | Jocolyn Bowser-Bostick | Partia Zielonych      | 27 792           | 0,55  |
| Razem                 | Razem                  | Razem                 | 5 012 582        | 100   |

## Rhode Island
W stanie Rhode Island oddawano osobne głosy na gubernatora i na zastępcę gubernatora.

### Wybory gubernatorskie
Urzędująca od 2015 gubernator Gina Raimondo z Partii Demokratycznej ubiegała się o reelekcję. Z ramienia Parti Republikańskiej kandydował burmistrz Cranston Allan Fung.
| Kandydat                   | Partia                          | Wynik            | Wynik |
| Kandydat                   | Partia                          | Głosy powszechne | %     |
| -------------------------- | ------------------------------- | ---------------- | ----- |
| Gina Raimondo (urzędująca) | Partia Demokratyczna            | 22 528           | 52,64 |
| Allan Fung                 | Partia Republikańska            | 139 932          | 37,18 |
| Joe Trillo                 | Niezrzeszony                    | 16 532           | 4,39  |
| Bill Gilbert               | Umiarkowana Partia Rhode Island | 10 155           | 2,70  |
| Luis-Daniel Munoz          | Niezrzeszony                    | 6 223            | 1,65  |
| Anne Armstrong             | Compassion Party                | 4 191            | 1,11  |
| Dopisani kandydaci         | nie dotyczy                     | 1 246            | 0,33  |
| Razem                      | Razem                           | 1 866 997        | 100   |

### Wybory zastępcy gubernatorskie
Urzędujący od 2015 zastępca gubernatora Daniel McKee z Partii Demokratycznej ubiegał się o reelekcję. Z ramienia Parti Republikańskiej kandydował inżynier do spraw jakości Paul Pence.
| Kandydat                  | Partia                          | Wynik            | Wynik |
| Kandydat                  | Partia                          | Głosy powszechne | %     |
| ------------------------- | ------------------------------- | ---------------- | ----- |
| Daniel McKee (urzędujący) | Partia Demokratyczna            | 226 528          | 61,87 |
| Paul Pence                | Partia Republikańska            | 106 505          | 29,09 |
| Joel Hellmann             | Umiarkowana Partia Rhode Island | 11 332           | 3,09  |
| Jonathan Riccitelli       | Niezrzeszony                    | 9 866            | 2,69  |
| Ross McCurdy              | Niezrzeszony                    | 9 408            | 2,57  |
| Dopisani kandydaci        | nie dotyczy                     | 2 513            | 0,69  |
| Razem                     | Razem                           | 366 152          | 100   |

## Tennessee
W Tennessee zastępca gubernatora i przewodniczący Senatu jest wybierany przez Senat.
Urzędujący od 2011 gubernator Bill Haslam z Partii Republikańskiej nie mógł ubiegać się o reelekcję z powodu limitu kadencji.
Kandydatem Partii Republikańskiej był przedsiębiorca Bill Lee, a Partii Demokratycznej były burmistrz Nashville Karl Dean.
| Kandydat                   | Partia               | Wynik            | Wynik |
| Kandydat                   | Partia               | Głosy powszechne | %     |
| -------------------------- | -------------------- | ---------------- | ----- |
| Bill Lee                   | Partia Republikańska | 1 336 106        | 59,56 |
| Karl Dean                  | Partia Demokratyczna | 864 863          | 38,55 |
| Sherry L. Clark            | Niezrzeszony         | 5 198            | 0,23  |
| Mark Wright                | Niezrzeszony         | 4 687            | 0,21  |
| Patrick Whitlock           | Niezrzeszony         | 3 631            | 0,16  |
| Yvonne Neubert             | Niezrzeszony         | 3 070            | 0,14  |
| Heather Scott              | Niezrzeszony         | 2 969            | 0,13  |
| Mark CoonRippy Brown       | Niezrzeszony         | 2 841            | 0,13  |
| Joe B. Wilmoth             | Niezrzeszony         | 2 444            | 0,11  |
| George Blackwell Smith IV  | Niezrzeszony         | 1 550            | 0,07  |
| Cory King                  | Niezrzeszony         | 1 502            | 0,07  |
| Tracy C. Yaste Tisdale     | Niezrzeszony         | 1 396            | 0,06  |
| Justin Cornett             | Niezrzeszony         | 1 217            | 0,05  |
| Chad Riden                 | Niezrzeszony         | 1 096            | 0,05  |
| Robert Sawyers Sr.         | Niezrzeszony         | 1 059            | 0,05  |
| Vinnie Vineyard            | Niezrzeszony         | 1 012            | 0,05  |
| Rick Tyler                 | Niezrzeszony         | 981              | 0,04  |
| Gabriel Fancher            | Niezrzeszony         | 869              | 0,04  |
| Sean Bruce Fleming         | Niezrzeszony         | 814              | 0,04  |
| Alfred Shawn Rapoza        | Niezrzeszony         | 800              | 0,04  |
| Jessie D. McDonald         | Niezrzeszony         | 755              | 0,03  |
| Toney Randall Mitchell     | Niezrzeszony         | 739              | 0,03  |
| Mike Toews                 | Niezrzeszony         | 726              | 0,03  |
| Matthew Koch               | Niezrzeszony         | 652              | 0,03  |
| Jeremy Allen Stephenson    | Niezrzeszony         | 613              | 0,03  |
| Tommy Ray McAnally         | Niezrzeszony         | 609              | 0,03  |
| Jaron D. Weidner           | Niezrzeszony         | 588              | 0,03  |
| William Andrew Helmstetter | Niezrzeszony         | 496              | 0,02  |
| Dopisani kandydaci         | nie dotyczy          | 11               | 0,00  |
| Razem                      | Razem                | 2 243 294        | 100   |

## Teksas
W Teksasie oddawano osobne głosy na gubernatora i na zastępcę gubernatora.

### Wybory gubernatorskie
Urzędujący od 2015 gubernator Greg Abbott z Partii Republikańskiej ubiegał się o reelekcję. Z ramienia Partii Demokratycznej kandydowała była szeryf Dallas Lupe Valdez.
| Kandydat                 | Partia                | Wynik            | Wynik |
| Kandydat                 | Partia                | Głosy powszechne | %     |
| ------------------------ | --------------------- | ---------------- | ----- |
| Greg Abbott (urzędujący) | Partia Republikańska  | 4 656 196        | 55,81 |
| Lupe Valdez              | Partia Demokratyczna  | 3 546 615        | 42,51 |
| Mark Tippetts            | Partia Libertariańska | 140 632          | 1,69  |
| Razem                    | Razem                 | 8 343 443        | 100   |

### Wybory zastępcy gubernatorskie
Urzędujący od 2015 zastępca gubernatora Dan Patrick z Partii Republikańskiej ubiegał się o reelekcję. Z ramienia Partii Demokratycznej kandydował przedsiębiorca Mike Collier.
| Kandydat                 | Partia                | Wynik            | Wynik |
| Kandydat                 | Partia                | Głosy powszechne | %     |
| ------------------------ | --------------------- | ---------------- | ----- |
| Dan Patrick (urzędująca) | Partia Republikańska  | 4 260 990        | 51,30 |
| Mike Collier             | Partia Demokratyczna  | 3 860 865        | 46,49 |
| Kerry Douglas McKennon   | Partia Libertariańska | 183 516          | 2,21  |
| Razem                    | Razem                 | 8 305 371        | 100   |

## Vermont
W Vermont oddawano osobne głosy na gubernatora i na zastępcę gubernatora.

### Wybory gubernatorskie
Urzędujący od 2017 gubernator Phil Scott z Partii Republikańskiej ubiegał się o reelekcję. Z ramienia kandydowała dyrektor generalna Vermont Electric Cooperative Christine Hallquist.
| Kandydat                | Partia                        | Wynik            | Wynik |
| Kandydat                | Partia                        | Głosy powszechne | %     |
| ----------------------- | ----------------------------- | ---------------- | ----- |
| Phil Scott (urzędujący) | Partia Republikańska          | 151 261          | 55,19 |
| Christine Hallquist     | Partia Demokratyczna          | 110 335          | 40,25 |
| Trevor Barlow           | Niezrzeszony                  | 3 266            | 1,19  |
| Charles Laramie         | Niezrzeszony                  | 2 287            | 0,83  |
| Cris Ericson            | United States Marijuana Party | 2 129            | 0,78  |
| Stephen Marx            | Earth Rights Party            | 1 855            | 0,68  |
| Emily Peyton            | Liberty Union Party           | 1 839            | 0,66  |
| Dopisani kandydaci      | nie dotyczy                   | 1 115            | 0,41  |
| Razem                   | Razem                         | 274 087          | 100   |

### Wybory zastępcy gubernatorskie
Urzędujący od 2017 zastępca gubernatora Dave Zuckerman z Partii Postępowej Vermontu ubiegał się o reelekcję. Z ramienia Partii Republikańskiej o urząd ubiegał się członek stanowej Izby Reprezentantów Don Turner Jr..
| Kandydat                    | Partia                    | Wynik            | Wynik |
| Kandydat                    | Partia                    | Głosy powszechne | %     |
| --------------------------- | ------------------------- | ---------------- | ----- |
| Dave Zuckerman (urzędujący) | Partia Postępowa Vermontu | 158 512          | 57,12 |
| Don Turner Jr.              | Partia Republikańska      | 108 395          | 39,06 |
| Murray Ngoima               | Niezrzeszony              | 4 108            | 1,52  |
| Dopisani kandydaci          | nie dotyczy               | 240              | 0,09  |
| Razem                       | Razem                     | 271 295          | 100   |

## Wisconsin
W Wisconsin każdemu kandydatowi na gubernatora był przypisany jeden kandydat na zastępcę gubernatora.
Gubernator Scott Walker i jego zastępczyni Rebecca Kleefisch, oboje urzędujący od 2011 i z Partii Republikańskiej, ubiegali się o reelekcję. Z ramienia Partii Demokratycznej o urząd gubernatora ubiegał się kurator Tony Evers, a o urząd zastępcy gubernatora członek stanowej Izby Reprezentantów Barnes Mandela.
| Kandydat                  | Kandydat                       | Partia                | Wynik            | Wynik |
| na gubernatora            | na zastępcę                    | Partia                | Głosy powszechne | %     |
| ------------------------- | ------------------------------ | --------------------- | ---------------- | ----- |
| Tony Evers                | Barnes Mandela                 | Partia Demokratyczna  | 1 324 307        | 49,54 |
| Scott Walker (urzędujący) | Rebecca Kleefisch (urzędująca) | Partia Republikańska  | 1 295 080        | 48,44 |
| Phil Anderson             | Patrick Baird                  | Partia Libertariańska | 20 255           | 0,76  |
| Maggie Turnbull           | Wil Losch                      | Niezrzeszony          | 18 884           | 0,71  |
| Michael White             | Tiffany Anderson               | Partia Zielonych      | 11 087           | 0,41  |
| Arnie Enz                 | brak                           | Niezrzeszony          | 2 745            | 0,10  |
| Dopisani kandydaci        | Dopisani kandydaci             | nie dotyczy           | 980              | 0,04  |
| Razem                     | Razem                          | Razem                 | 5 012 582        | 100   |

## Wyoming
W Wyoming nie ma urzędu zastępcy gubernatora. Kolejny po gubernatorze w linii sukcesji jest sekretarz stanu
Urzędujący od 2011 gubernator Wyoming Matt Mead z Partii Republikańskiej nie mógł ubiegać się o reelekcję z powodu limitu kadencji.
Kandydatem Partii Republikańskiej był skarbnik Mark Gordon, a Partii Demokratycznej członkini stanowej Izby Reprezentantów Mary Throne.
| Kandydat           | Partia                | Wynik            | Wynik |
| Kandydat           | Partia                | Głosy powszechne | %     |
| ------------------ | --------------------- | ---------------- | ----- |
| Mark Gordon        | Partia Republikańska  | 136 412          | 67,12 |
| Mary Throne        | Partia Demokratyczna  | 55 965           | 27,54 |
| Rex Rammell        | Partia Konstytucyjna  | 6 751            | 3,32  |
| Lawrence Struempf  | Partia Libertariańska | 3 010            | 1,48  |
| Dopisani kandydaci | nie dotyczy           | 1 100            | 0,54  |
| Razem              | Razem                 | 203 238          | 100   |

## Wyspy Dziewicze Stanów Zjednoczonych
Na Wyspach Dziewiczych Stanów Zjednoczonych oddawano osobne głosy na gubernatora i na zastępcę gubernatora w systemie dwuturowym.
Gubernator Kenneth Mapp i jego zastępca Osbert Potter, obaj urzędujący od 2015 i bezpartyjni, ubiegali się o reelekcję. Do drugiej tury wyborów zakwalifikowali się także kandydaci Partii Demokratycznej: były komisarz pracy Albert Bryan ubiegał się o urząd gubernatora, a Tregenza Roach zastępcy gubernatora.

### I tura
| Kandydat                  | Kandydat                 | Partia               | Wynik            | Wynik |
| na gubernatora            | na zastępcę              | Partia               | Głosy powszechne | %     |
| ------------------------- | ------------------------ | -------------------- | ---------------- | ----- |
| Albert Bryan Jr.          | Tregenza Roach           | Partia Demokratyczna | 9 711            | 38,08 |
| Kenneth Mapp (urzędujący) | Osbert E. Potter         | Niezrzeszony         | 8 529            | 33,45 |
| Adlah "Foncie" Donastorg  | Alicia "Chucky" Hansen   | Niezrzeszony         | 4 201            | 16,47 |
| Warren Mosler             | Ray Fonseca              | Niezrzeszony         | 1 199            | 4,70  |
| Soraya Diase Coffelt      | Dwight E. Nicholson      | Niezrzeszony         | 1 195            | 4,69  |
| Moleto A. Smith           | Hubert Lorenzo Frederick | Niezrzeszony         | 400              | 1,57  |
| Janette Millin Young      | Edgar L. Bengoa          | Niezrzeszony         | 237              | 0,93  |
| Dopisani kandydaci        | Dopisani kandydaci       | nie dotyczy          | 20               | 0,11  |
| Razem                     | Razem                    | Razem                | 25 501           | 100   |

### II tura
| Kandydat           | Kandydat           | Partia               | Wynik            | Wynik |
| na gubernatora     | na zastępcę        | Partia               | Głosy powszechne | %     |
| ------------------ | ------------------ | -------------------- | ---------------- | ----- |
| Albert Bryan Jr.   | Tregenza Roach     | Partia Demokratyczna | 11 796           | 54,54 |
| Kenneth Mapp       | Osbert E. Potter   | Niezrzeszony         | 9 766            | 45,15 |
| Dopisani kandydaci | Dopisani kandydaci | nie dotyczy          | 66               | 0,31  |
| Razem              | Razem              | Razem                | 21 635           | 100   |

## Dystrykt Kolumbii (wybory na burmistrza Waszyngtonu)

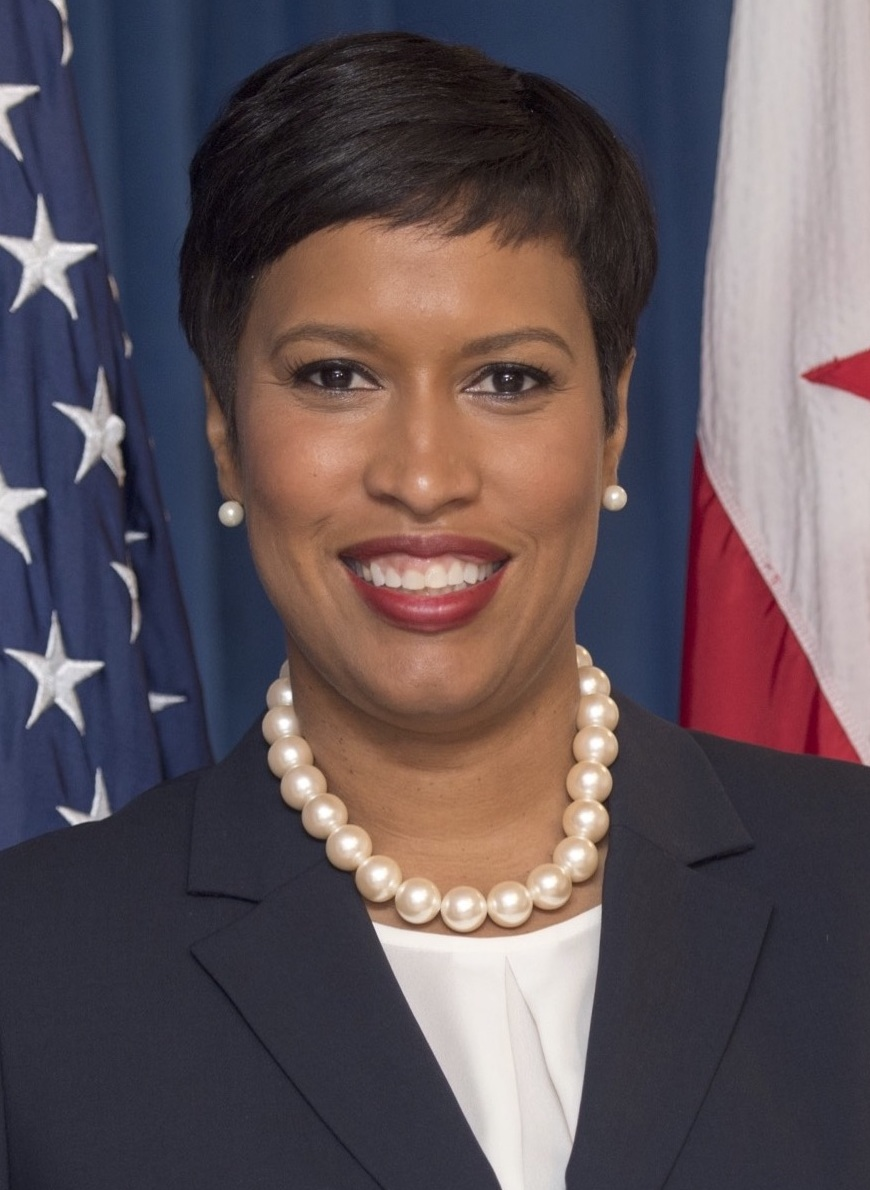
Muriel Bowser

Dystrykt Kolumbii jest jedynym terytorium Stanów Zjednoczonych, które nie posiada gubernatora. Najwyższą władzę wykonawczą sprawuje burmistrz Waszyngtonu.
Urzędująca od 2015 Muriel Bowser z Partii Demokratycznej ubiegała się o reelekcję. Oprócz niej o ten urząd ubiegało się trzech kandydatów: była członkini Rady Edukacji drugiego okręgu Waszyngtonu Ann Wilcox z D.C. Statehood Green Party, bezpartyjny nauczyciel jogi Dustin Canter i aktywista społeczny Martin Moulton z Partii Libertariańskiej.
| Kandydat                   | Partia                     | Wynik            | Wynik |
| Kandydat                   | Partia                     | Głosy powszechne | %     |
| -------------------------- | -------------------------- | ---------------- | ----- |
| Muriel Bowser (urzędująca) | Partia Demokratyczna       | 171 608          | 76,39 |
| Ann Wilcox                 | D.C. Statehood Green Party | 20 950           | 9,33  |
| Dustin Canter              | Niezrzeszony               | 15 478           | 6,89  |
| Martin Moulton             | Partia Libertariańska      | 7 569            | 3,37  |
| Dopisani kandydaci         | nie dotyczy                | 9 053            | 4,03  |
| Razem                      | Razem                      | 224 658          | 100   |